# Вицентьев, Павел Кузьмич
Па́вел Кузьми́ч Вице́нтьев (4 [16] ноября 1875 — 1920) — русский офицер, полковник Генерального штаба РИА (1915), генеральный хорунжий армии Украинской державы (1918), генерал-майор ВСЮР (1919).

## Биография
Уроженец Нюландской губернии Великого княжества Финляндского; православный. Родился в семье титулярного советника. Окончил Александровскую мужскую гимназию в Ревеле.
По окончании гимназии, в 1893 году (в 17 лет) вступил в службу в Ревеле, в 90-й пехотный Онежский полк 23-й пехотной дивизии вольноопределяющимся 2-го разряда. Прослужив один год рядовым, был произведен в младшие унтер-офицеры и командирован на учёбу в Санкт-Петербургское пехотное юнкерское училище, которое окончил в 1896 году «по 1-му разряду» и в звании подпрапорщика прибыл в тот же полк на службу.
В декабре 1896 года был произведен в подпоручики, с переводом из 90-го Онежского пехотного полка в 91-й пехотный Двинский полк той же дивизии. В апреле 1901 года, «за выслугу лет», произведен в поручики В полку был младшим офицером, исправлял должности полкового адъютанта, делопроизводителя полкового суда, заведующего оружием.
Выдержав в августе 1903 года вступительный экзамен, в октябре того же года был зачислен слушателем в Николаевскую академию Генерального штаба, которую окончил в мае 1906 года (два класса — «по 1-му разряду» и дополнительный курс «успешно»); был причислен к Генеральному штабу. Лагерный сбор отбывал при строевом отделении Санкт-Петербургского военного округа.
В сентябре 1904 года, «за выслугу лет», был произведен в штабс-капитаны, а в мае 1906 года, «…за отличные успехи в науках», — в капитаны. С 12.10.1906 по 12.10.1908 отбывал цензовое командование ротой в своём 91-м пехотном Двинском полку.
В ноябре 1908 года был переведен в Генеральный штаб, с назначением на должность старшего адъютанта штаба 9-й пехотной дивизии (Полтава).
С 03.11.1912 — в прикомандировании к Одесскому военному училищу для преподаваний военных наук, — числился в 4-й роте. В декабре 1913 года, «…на основании С.В.П. 1869г., кн.7 (изд. 2), ст. 343», был произведен в Генерального штаба подполковники. На январь 1914 года — был женат, имел дочь 1899 года рождения.
В июне 1915 года был произведен в Генерального штаба полковники.
Участник Первой мировой войны с августа 1915 года:
- с 06.08.1915 — штаб-офицер для поручений при штабе 5-го Сибирского армейского корпуса[9].
- с 10.09.1915 — начальник штаба 42-й пехотной дивизии[10].
- с 13.05.1916 — командир 218-го пехотного Горбатовского полка[11] 55-й пехотной дивизии.
- с 07.02.1917 — начальник штаба 5-й гренадерской дивизии[12] (1917 года формирования) Гренадерского корпуса.
- с 21.05.1917 — исправляющий должность генерал-квартирмейстера штаба 1-й армии[13] (Западный фронт).
- с 14.12.1917 — начальник штаба 6-го армейского корпуса, дислоцировавшегося на Украине в районе Летичева (Юго-Западный фронт).

После того, как к апрелю 1918 года «старая» русская армия окончательно разложилась и фактически перестала существовать, полковник Вицентьев, находившийся на Украине, где установился гетманский режим Скоропадского, поступил на службу в армию Украинской державы. Многие русские офицеры воспринимали генерал-лейтенанта Скоропадского не столько как украинского националиста (радикальным националистом он, в сущности, и не был), сколько как одного из лидеров российских антибольшевистских сил. Полковник Вицентьев был зачислен в армию Скоропадского тем же чином, а в октябре 1918 года произведен в генеральные хорунжие; был начальником штаба украинской 4-й пехотной дивизии (Умань).
После ликвидации в конце 1918 года Гетманата, на смену которому пришло радикально-националистическое петлюровское правительство Украинской народной республики, полковник Вицентьев перешёл на службу в «белую» армию (ВСЮР), где вначале никакой должности не получил.
Однако в июне 1919 года он был назначен командиром Чехословацкого батальона, а в сентябре 1919 года — командиром Славянского (Карпаторосского) стрелкового полка, сформированного из добровольцев-русинов. Русинский общественный деятель Василий Романович Ваврик вспоминал, что Вицентьев в то время был уже генерал-майором (это предполагает, что командование ВСЮР признало легитимность производства Вицентьева в генерал-майоры (генеральные хорунжие) Скоропадским).
Полк, командование которым принял Вицентьев, насчитывал более тысячи человек, отличался высоким боевым духом, но не имел достаточного боевого опыта. Расквартированный в Новороссии, Славянский полк из Александровска (ныне Запорожье) должен был выступить на Елизаветград. Однако 17 августа генерал получил телеграмму о приближении крупных сил Махно. Утром следующего дня полк выдвинулся к станции Мировой, где столкнулся с неожиданно крупными силами махновцев (по оценке Ваврика, до 20 тысяч человек). Произошёл упорный бой, в результате которого большая часть полка была изрублена или попала в плен, а оставшиеся под огнём противника бросались в Днепр, чтобы пересечь его вплавь (что удалось не всем). Сам генерал Вицентьев вместе с женой переплыл Днепр на лодке.
Сведения о дальнейшей службе генерала Вицентьева в «белой» армии разнятся. Согласно недостоверным мемуарам Герасименко, он был в дальнейшем одним из главных руководителей «белых» соединений в борьбе с Махно в должности командира пехотной дивизии. Достоверно известно, что зимой 1920 года генерал Вицентьев возглавлял Перекопский укреплённый район (под общим командованием генерала Якова Слащёва).
В 1920 году генерал Вицентьев скончался от тифа.

## Награды
- Орден Святого Станислава 3-й степени (ВП от 06.12.1907)
- Орден Святой Анны 3-й степени (06.12.1910; ВП от 31.03.1911)
- Медаль «В память 100-летия Отечественной войны 1812 года» (1912)
- Медаль «В память 300-летия царствования Дома Романовых» (1913)
- Орден Святого Станислава 2-й степени (ВП от 06.12.1914)
- Орден Святого Владимира 4-й степени с мечами и бантом (ВП от 01.12.1915)
- Орден Святой Анны 2-й степени (ВП от 06.12.1915)
- Георгиевское оружие (ВП от 16.10.1916), — …за то, что, исправляя должность начальника штаба 42-й пехотной дивизии, в бою 7-го октября 1915 года на р. Шаре у д. Дерево, принимая энергичное участие в бою и подвергая свою жизнь опасности, верной оценкой обстановки и своей самоотверженной деятельностью способствовал крупному успеху своей дивизии.
- Орден Святого Владимира 3-й степени с мечами (ВП от 15.09.1916)